# Anselmo C. Carreño
Anselmo Cuadrado Carreño (Segovia, 1896-Madrid, 16 de mayo de 1952) fue un dramaturgo y libretista de zarzuelas español.

## Biografía
Perteneciente a una rica familia de fabricantes de alfombras de Segovia, fue uno de los más prolíficos y exitosos dramaturgos y libretistas de zarzuela de su época. Las más importantes obras líricas fueron escritas en colaboración con el dramaturgo Luis Fernández de Sevilla (Luis Fernández García).
Entre sus obras pueden mencionarse La vaquerita (Rosillo), La prisionera (Serrano y Balaguer), La del Soto del Parral (Reveriano Soutullo y Juan Vert), La mejor del puerto (Alonso) y La cautiva (Jesús Guridi).
También colaboró con Francisco Ramos de Castro, destacando su colaboración con el maestro Sorozábal en la obra La del manojo de rosas.

## Zarzuela y comedia musical

### En colaboración con Luis Fernández de Sevilla
- Los cigarrales. 1925 con Eduardo Granados.
- Don Manolito. 1943 con Pablo Sorozábal
- La del Soto del Parral. 1927 con Reveriano Soutullo y Juan Vert.
- La mejor del puerto. 1928 con Francisco Alonso.
- Guzlares. 1929 con Benito Morató.
- La vaquerita. 1924 con Ernesto Pérez Rosillo.
- Los claveles. 1929, con Serrano.
- Flor de Zelanda. 1929 con Pablo Luna.
- Juanilla la perchelera. 1928 con Francisco Alonso
- Paca la telefonista, o el poder está en la vista. 1929 con Enrique Daniel.
- La prisionera. 1926 con Francisco Balaguer y José Serrano.
- La serrana. 1926 con Santiago Sabina.
- Al dorarse las espigas. 1929 con Francisco Balaguer
- La capitana. 1927

### Solo o con otros autores
- ¡Viva Alcorcón, que es mi pueblo!. 1931 con Francisco Ramos de Castro.
- Sol en la cumbre. 1934 con Pablo Sorozábal.
- La del manojo de rosas 1934 con Francisco Ramos de Castro y Pablo Sorozábal.
- Me llaman la presumida 1935 con Francisco Ramos de Castro y Francisco Alonso
- La boda del señor Bringas, o, Si te casas la pringas. 1936 con Francisco Ramos de Castro y Federico Moreno Torroba.

## Teatro
- La guitarra: sainete en un acto y tres cuadros. 1929, con Luis Fernández De Sevilla
- Los Chalanes. 1929 con Luis Fernández de Sevilla.
- Lo mejor de Madrid. 1930, con Luis Fernández de Sevilla.
- Esta noche me emborracho. 1930 con Luis Fernández Sevilla.
- Los marqueses de Matute. 1935 con Luis Fernández de Sevilla.
- El paleto de Borox. 1935 con Luis Fernández de Sevilla.
- La marchosa. 1932, con Rafael Sepúlveda y Gutiérrez Navas.
- Más bueno que el pan. 1936, con Francisco Ramos de Castro.
- Viva Alcorcón que es mi pueblo. 1931 con Francisco Ramos de Castro.
- Seviyiya. 1935 con Francisco Ramos de Castro.